# 34677 Hunterwilliams
34677 Hunterwilliams este o planetă minoră (asteroid), cu un diametru de 5,798 km, din centura de asteroizi. A fost descoperită pe 17 decembrie 2000 la Stația Anderson Mesa de Lowell Observatory Near-Earth-Object Search. 
Obiectul prezintă o orbită caracterizată de o semiaxă mare de 3,0510597 UAi, o excentricitate de 0,13, o înclinație de 13,51467 ° în raport cu ecliptica.